# Stanisław Bal (1860-1917)
Stanisław Bal (ur. 8 maja 1860 w Hurku, zm. 2 lutego 1917 we Lwowie) – polski działacz ubezpieczeniowy i społeczny.
Syn Jana i Rozalii. Ukończył gimnazjum w Przemyślu, oraz wydział filozoficzny uniwersytetu w Wiedniu. Podczas studiów był także słuchaczem wydziału prawa – gdzie uczęszczał m.in. na wykłady profesorów Wawrzyńca Steina i Karola Mengera. Po studiach pracował jako nauczyciel gimnazjum w Wiedniu.
Od 1890 pracował w galicyjskim Towarzystwie Wzajemnej Pomocy Oficjalistów Prywatnych, którego był w latach 1903–1904 był dyrektorem. W 1904 przekształcił go z instytucji zapomogowej w asekuracyjną co odzwierciedliła jego nowa nazwa Towarzystwo Wzajemnych Ubezpieczeń Urzędników Prywatnych, którego dyrektorem był w latach 1904–1917. Dzięki jego staraniom Towarzystwo w 1906 uzyskało od rządu austriackiego prawa zakładu emerytalnego zastępczego. W tym nowym charakterze i pod jego kierunkiem stało się w tym czasie potężną instytucją ubezpieczeniową, zrzeszającą daleko więcej pracowników umysłowych, aniżeli państwowy Zakład Pensyjny. Towarzystwo znaczną część swych funduszy rezerwowych ulokowało na rynku nieruchomości m.in. dzięki staraniom swego dyrektora kupiono kilka kamienic we Lwowie, w tym hotelu George’a, oraz wybudowało nowy gmach Hotelu Krakowskiego. Dzięki tej roztropnej polityce finansowej uniknęło strat w latach I wojny i co za tym idzie dewaluacji swych kapitałów. Już po jego śmierci stało się podstawą utworzonego w 1921 Zakładu Ubezpieczeń Pracowników Umysłowych. Był także członkiem rady nadzorczej Galicyjskiego Ziemskiego Banku Kredytowego SA we Lwowie (1910-1917).
Politycznie związany z narodową demokracją, przez pewien czas prezesował lwowskiemu komitetowi tego stronnictwa. Był także z jego ramienia członkiem Rady Miasta Lwowa. W 1893 współinicjator i założyciel, a następnie członek zarządu Związku Naukowo-Literackiego we Lwowie. W 1895 wraz z prof. Antonim Kaliną współzałożyciel Towarzystwa Ludoznawczego, którego kolejno przez dłuższy czas był skarbnikiem i wiceprezesem. Był także współpracownikiem czasopisma lwowskiego „Ekonomista Polski” (1890-1894) oraz lwowskiej „Trybuny”. Był także autorem monografii pt. Towarzystwo Wzajemnej Pomocy Oficjalistów Prywatnych w dniu swego 25-letniego jubileuszu (1869-1893), Lwów 1893.
Pochowany w grobowcu rodzinnym na Cmentarzu Łyczakowskim (pole 44 numer 8).